# Mario Biondi (cantante)
Mario Biondi, pseudonimo di Mario Ranno (Catania, 28 gennaio 1971), è un cantautore e arrangiatore italiano.
Il suo pseudonimo riprende quello del padre Giuseppe Ranno, cantante, in arte Stefano Biondi.

## Biografia
A 12 anni canta nei cori gregoriani in chiesa e nelle piazze siciliane; dopo varie esperienze e gavetta in giro per l'Italia, si perfeziona nella lingua inglese che diventa la lingua in cui canta.
Dal 1988 comincia a fare da spalla ai Big dell'epoca, come Ray Charles.
Appassionato di soul, si forma ascoltando i dischi di Lou Rawls, Al Jarreau, Isaac Hayes e Barry White. 
Lui stesso ha dichiarato che è stata importante per la sua crescita artistica l’amicizia con il concittadino Gianni Bella.
Nel 2006 esce il singolo This Is What You Are, pensato per il mercato giapponese, ma arrivato anche alle radio europee. Il DJ inglese Norman Jay lo inserisce a sorpresa nella scaletta del suo programma alla BBC1 e riceve un riconoscimento del Consolato britannico alla cerimonia di premiazione dell'associazione UK-Italy Business.
Nel 2006 esce il suo primo album, Handful of Soul, inciso col gruppo High Five Quintet. Tre mesi dopo gli vale il primo dei due dischi di platino.

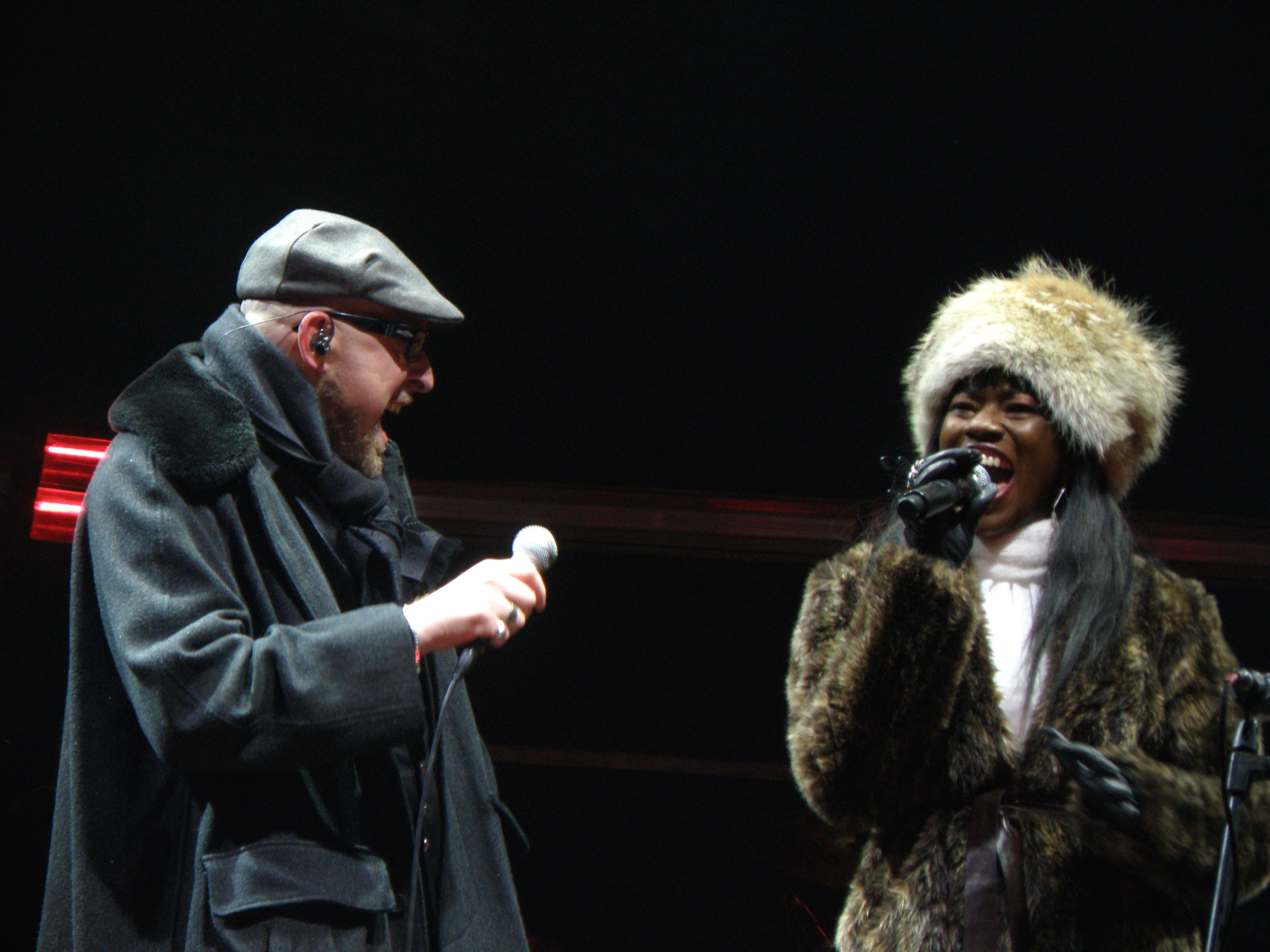
Mario Biondi in concerto nel 2010 con la band inglese Incognito.

Nello stesso anno partecipa al progetto benefico Alex - Tributo ad Alex Baroni interpretando il brano L'amore ha sempre fame.
È del 2007 la partecipazione come ospite al Festival di Sanremo, dove duetta con Amalia Gré nel brano Amami per sempre, scritto dalla stessa Gré con Michele Ranauro e Paola Palma. Nello stesso anno ha pubblicato il singolo No Matter,  in collaborazione con Mario Fargetta. Nello stesso anno partecipa al disco di Ornella Vanoni, Una bellissima ragazza, cantando in duetto Cosa m'importa.
Interpreta cover di brani molto famosi come Just the Way You Are, composta nel 1978 da Billy Joel,interpretata anche da Barry White.
Nel novembre 2007 pubblica il doppio album live con la Duke Orchestra, I Love You More registrato al Teatro Smeraldo di Milano nell'ottobre dello stesso anno. Nel doppio CD è inclusa This is What You Are come ghost track.
Nel 2008 viene coinvolto dalla Walt Disney nel progetto di remake de Gli Aristogatti. È interprete delle due canzoni del film d'animazione Everybody Wants to be a Cat (in italiano Tutti quanti voglion fare jazz) e Thomas O'Malley (in italiano Romeo er mejo der Colosseo). Nello stesso anno è ospite dell'ultima puntata (nella quale è stato imitato) nel programma della Gialappa's Band Mai dire Martedì.

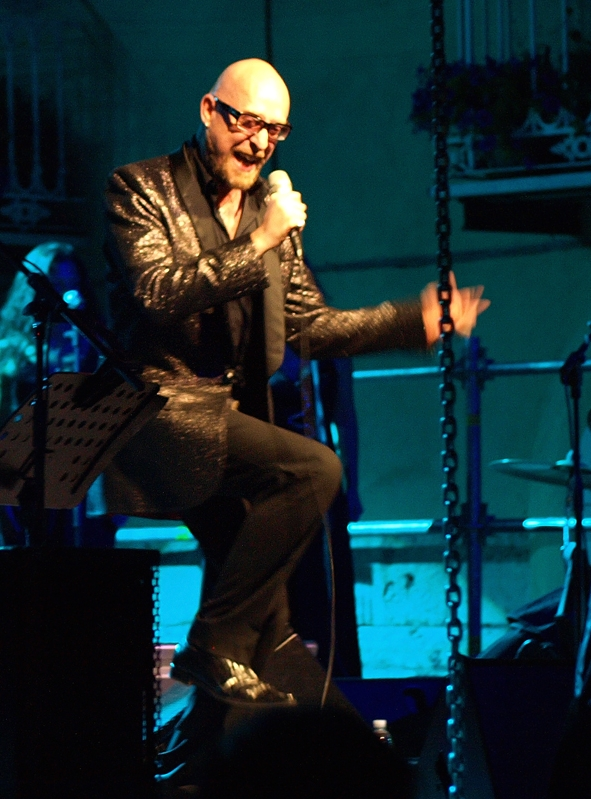
Mario Biondi nel 2008 allAtina Jazz.

A febbraio 2009 è stato ospite al Festival di Sanremo, dove ha duettato con Karima Ammar, in gara nella sezione Giovani, nella canzone Come in ogni ora. Sul palco del Teatro Ariston, Burt Bacharach, produttore del disco e autore di uno dei brani, ha diretto l'orchestra e ha suonato il pianoforte. 
Ha duettato con Renato Zero nel brano Non smetterei più, contenuto nell'album Presente, e nel brano Nei giardini che nessuno sa, durante il tour di concerti Sei Zero, esibizione contenuta anche nel DVD della serie di concerti. 
Il 6 novembre dello stesso anno è uscito il nuovo album If, anticipato dal singolo Be Lonely. 
Qualche mese dopo si è esibito ai Wind Music Awards cantando No More Trouble in una nuova versione insieme agli Incognito.
Continua la collaborazione con la Disney: nel dicembre 2010 presta la sua voce al brigante Uncino nel film d'animazione Rapunzel - L'intreccio della torre. 
Nello stesso periodo è stato pubblicato il suo quarto album in studio, Yes You Live.
Sempre nel 2010 collabora con l'amico e collega Pino Daniele,  in un duetto nel brano Je so Pazzo.
Nel 2011 duetta con Anna Tatangelo nel brano del quale è anche autore L'aria che respiro e firma per lei anche il brano Se. Entrambe le canzoni sono contenute nell'album Progetto B. 
Inoltre interpreta la cover in italiano del classico soul dei The Temptations My Girl, inserita nel doppio album Due. 
Partecipa al cast delle voci italiane del film d'animazione Rio (2011), doppiando Miguel, il cacatua nel ruolo di antagonista, ruolo ripreso anche nel sequel Rio 2 - Missione Amazzonia (2014).
Nel 2012, con i Pooh, canta la versione sinfonica del loro brano Ci penserò domani ed esce il singolo Shine On che anticipa l'uscita dell'album Sun che verrà pubblicato il 29 gennaio 2013. L'album entra direttamente in prima posizione FIMI alla prima settimana di rilevazione. Nello stesso anno viene scelto da Noemi come consulente musicale della sua squadra nella prima edizione di The Voice of Italy. 
Il 10 maggio entra in rotazione radiofonica il nuovo singolo Deep Space.
Il 25 novembre esce un nuovo album intitolato Mario Christmas, contenente numerose rivisitazioni in chiave jazz di canzoni natalizie e altre due canzoni tra cui un duetto con gli Earth, Wind & Fire. Sempre nel 2012 partecipa come guest star in un episodio della 5ª stagione della popolare sitcom Camera Café.
A luglio 2014 riceve a Marina di Carrara il "Premio Lunezia Interprete". 
Il 25 novembre 2014 esce il cofanetto composto da un CD contenente tutti brani già presenti in Mario Christmas più tre novità e un DVD contenente video e immagini dal concerto del Teatro Augusteo di Napoli durante il “Sun Tour” diretto da Sergio Colabona, intitolato A Very Special Mario Christmas che è entrato al primo posto nelle classifiche.
Il 10 aprile 2015 entra in rotazione radiofonica Love Is a Temple, primo singolo che anticipa l'uscita del nuovo album di inediti intitolato Beyond, uscito il 5 maggio.
Nel giugno 2015 partecipa alla 3ª edizione del Coca-Cola Summer Festival con il brano Love Is a Temple, ottenendo una nomination per il Premio RTL 102.5 - Canzone dell'estate. Lo stesso anno collabora con Rocco Hunt cantando in featuring il brano Back in the Days del suo nuovo album SignorHunt.
Il 18 novembre 2016 esce il doppio album Best of Soul che, anticipato dall'uscita del singolo Do You Feel Like I Feel (cover dell'omonimo brano di Nicola Conte) raccoglie i migliori successi dell'artista, accompagnati da sette nuovi brani inediti.
Si presenta al Festival di Sanremo 2018 con un brano dal titolo Rivederti, classificandosi al 19º e penultimo posto.
Il 20 aprile 2020 viene pubblicato il singolo di beneficenza Il nostro tempo, facente parte del progetto Nemico invisibile. Il brano, di cui è anche autore, è cantato in duetto con Annalisa Minetti (co-ideatrice), Gaetano Curreri, Dodi Battaglia, Petra Magoni, Andrea Callà e Marcello Sutera che ne è arrangiatore. Il ricavato viene devoluto ad Auser, associazione che, anche durante la Pandemia di COVID-19, porta avanti iniziative a sostegno delle persone più fragili, sole e anziane.
È del 29 gennaio 2021 l'uscita dell'album Dare. 
Il 24 agosto 2021 canta alcuni brani tratti dal suo ultimo album, La Fine alle baracche di Fondo Fucile (Messina), in occasione della demolizione delle baracche.

## Stile
Col suo timbro vocale molto vicino a quello di Barry White, Isaac Hayes e Lou Rawls, Biondi dà vita a un soul jazz caldo e passionale, che sa interpretare con accenti ironici. Negli arrangiamenti dei suoi brani si nota una coloritura jazz.

## Vita privata
Mario Biondi ha dieci figli. I primi due sono nati dalla relazione con Sara Maria Papotti; quattro sono nati dalla relazione con Monica Farina; il cantante ha avuto la settima figlia con Giorgia Albarello, mentre la madre degli ultimi tre è Romina Lunari, sua moglie dal 2023.

## Discografia

### Album in studio
| Anno | Titolo                         | Massima Posizione |
| ---- | ------------------------------ | ----------------- |
| 2006 | Handful of Soul                | 1                 |
| 2009 | If                             | 2                 |
| 2011 | Due                            | 5                 |
| 2013 | Sun                            | 1                 |
| 2013 | Sun & Mario Christmas          | 36                |
| 2014 | A Very Special Mario Christmas | 2                 |
| 2015 | Beyond                         | 1                 |
| 2016 | Best of Soul                   | 10                |
| 2018 | Brasil                         | 15                |
| 2021 | Dare                           | 8                 |
| 2022 | Romantic                       | 51                |
| 2023 | Crooning Undercover            |                   |

Album dal vivo
| Anno | Titolo          | Massima Posizione |
| ---- | --------------- | ----------------- |
| 2007 | I Love You More | 9                 |
| 2010 | Yes You Live    | 10                |

### EP
- 2011 - Gambling Man (n.83)

### Singoli
- 2006 - This Is What You Are (n.9)
- 2006 - Rio de Janeiro Blues
- 2008 - Close to you (n.46)
- 2009 - Be Lonely (n.28)
- 2010 - Love Dreamer (n.22)
- 2010 - No Mo' Trouble
- 2010 - Lowdown (con gli Incognito & Chaka Khan)
- 2010 - Yes You (n.86)
- 2011 - My Girl (n.52)
- 2011 - Life is Everything
- 2012 - Blue Skies (con Jeff Cascaro)
- 2012 - Shine On (n.51)
- 2013 - What Have You Done To Me
- 2013 - Deep Space
- 2013 - My Christmas Baby (The Sweetest Gift)
- 2015 - Love Is a Temple (n.94)
- 2015 - I Chose You
- 2015 - Nightshift
- 2016 - You Can't Stop This Love Between Us
- 2016 - Do You Feel Like I Feel
- 2017 - Stay with Me
- 2018 - Rivederti
- 2018 - Devotion
- 2018 - Smooth Operator
- 2019 - Mesmerizing Eyes
- 2020 - This Is Christmas Time
- 2020 - Paradise
- 2021 - Cantaloupe Island (DJ Meme Remix)
- 2021 - Lov-Lov-Love (con gli Incognito)
- 2022 - You'll Never Find Another Love Like Mine
- 2022 - Romantic Song
- 2025 - Back Together Again (con Sarah Jane Morris)

#### Partecipazione ad altri singoli
- 2007 - No Matter (Mario Fargetta feat. Montecarlo Five & Mario Biondi)
- 2008 - What A Fool Believes (Neri per Caso feat. Mario Biondi) (n.11)
- 2009 - Come in ogni ora (Karima feat. Mario Biondi) (n.4)
- 2010 - Lowdown (Incognito feat. Mario Biondi)
- 2011 - L'aria che respiro (Anna Tatangelo feat. Mario Biondi)
- 2012 - Ci penserò domani (Pooh feat. Mario Biondi) (n.35)
- 2017 - Metà amore metà dolore (Marcella Bella feat. Mario Biondi)
- 2020 - Il nostro tempo (con Annalisa Minetti, Gaetano Curreri, Dodi Battaglia, Petra Magoni, Andrea Callà, Marcello Sutera)
- 2023 - Mai senza 'e te (Andrea Sannino feat. Mario Biondi)

#### Altri brani entrati in classifica
- 2013 - Last Christmas (n.77)
- 2013 - White Christmas (n.76)
- 2014 - Santa Claus Is Coming to Town (n.83)
- 2021 - Driving Home for Christmas (n.72)

## Videografia

### Video musicali
| Anno | Titolo                                          | Regista/i         |
| ---- | ----------------------------------------------- | ----------------- |
| 2006 | This Is What You Are                            | Maria Arena       |
| 2009 | Be Lonely                                       | Gaetano Morbioli  |
| 2010 | Yes You                                         |                   |
| 2011 | My Girl                                         |                   |
| 2011 | Life Is Everything (feat. Wendy Lewis)          |                   |
| 2012 | Shine On                                        |                   |
| 2013 | What Have You Done to Me                        | Gaetano Morbioli  |
| 2013 | Deep Space                                      | Gaetano Morbioli  |
| 2013 | My Christmas Babe (The Sweetest Gift)           | Gaetano Morbioli  |
| 2015 | Love Is a Temple                                | Gaetano Morbioli  |
| 2015 | I Chose You                                     |                   |
| 2015 | Nightshift                                      | Mauro Russo       |
| 2016 | Do You Feel Like a Feel                         | Jacopo Rondinelli |
| 2018 | Rivederti                                       | YouNuts!          |
| 2018 | Devotion                                        | Fabrizio Cestari  |
| 2018 | I Wanna Be Free (feat. Quintorigo)              | O Rù              |
| 2019 | Sunny Days (feat. Cleveland Jones)              | Aurora Ovan       |
| 2020 | Paradise                                        | Ciccio Leo        |
| 2021 | Cantaloupe Island (DJ Meme Remix)               | Gaetano Morbioli  |
| 2021 | Show Some Compassion                            | Voilà Silvia      |
| 2021 | Lov-Lov-Love (feat. Incognito)                  | Gaetano Morbioli  |
| 2022 | Romantic Song                                   | Luca Tommassini   |
| 2023 | My Favourite Things (feat. Stefano Di Battista) | Giovanni Caccamo  |
| 2023 | Fool for Your Love (feat. Franco Luciani)       | Giovanni Caccamo  |

#### Partecipazioni in video di altri artisti
| Anno | Titolo                 | Artista                                   | Regista/i                        |
| ---- | ---------------------- | ----------------------------------------- | -------------------------------- |
| 2008 | What a Fool Believes   | Neri per Caso feat. Mario Biondi          |                                  |
| 2010 | Lowdown                | Incognito feat. Chaka Khan e Mario Biondi | Timothy Fielding, Cerraeh Laykin |
| 2017 | Metà amore metà dolore | Marcella Bella feat. Mario Biondi         | Cristian Dossena                 |